# Lago di Val di Noci
Der Lago di Val di Noci (zu deutsch: „See des Nusstals“) ist ein Stausee in der italienischen Region Ligurien. Er liegt im Ligurischen Apennin in der Metropolitanstadt Genua auf dem Territorium der Gemeinde Montoggio.
Der See entstand durch die Aufstauung des Rio delle Noci (zu deutsch: „Nussbach“), welcher bei Montoggio den Fluss Scrivia bildet. Der Staudamm wurde in den Zwanzigerjahren, mit dem Ziel die Trinkwasserversorgung der Regionalhauptstadt Genua zu sichern, errichtet.
Bis 1999 war der See von Karpfen bevölkert, die im Rahmen einer Routineentleerung des Stausees jedoch in die Laghi del Gorzente, den Lago della Busalletta und in den Lago del Brugneto übergesiedelt wurden. Zurzeit werden von der Provinzverwaltung und dem Betreiber Azienda Mediterranea delle Acque Anstrengungen zur Wiederbesiedelung des Sees unternommen.